# Тит Флавий Сабин (консул 72 г.)
Вижте пояснителната страница за други значения на Тит Флавий Сабин.
Тит Флавий Сабин (на латински: Titus Flavius Sabinus) e политик и сенатор на Римската империя през 1 век.

## Биография
През април 69 г. император Отон го прави командир на 2000 гладиатори. След смъртта на Отон той се присъединява към император Вителий.
Император Веспасиан номинира Сабин за суфектконсул през 72 г. заедно с Гай Лициний Муциан. След това Сабин e curator operum publicorum и наблюдава всички държавни сгради.